# Fuerza Aérea Mexicana
Die Fuerza Aérea Mexicana (FAM) sind die Luftstreitkräfte der Vereinigten Mexikanischen Staaten und die zweite von drei Teilstreitkräften der Streitkräfte Mexikos. Sie wird von General Leonardo Gonzáles García geführt und ist mit 11.770 Angehörigen im Verhältnis zur Einwohnerzahl des Landes eine der kleineren Luftwaffen Lateinamerikas; ihre Ausrüstung – insbesondere ihre Kampfjets – sind veraltet.

## Geschichte

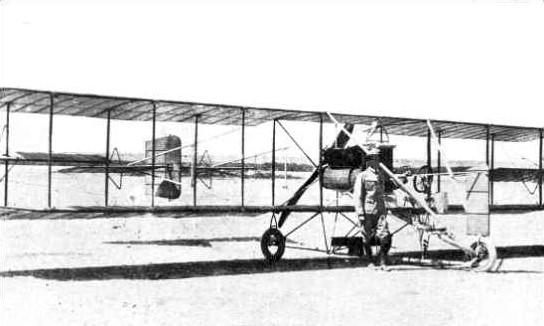
Sonoras kamen 1913 zum Kampfeinsatz.

Die Ursprünge der mexikanischen Militärfliegerei reichen bis Anfang des 20. Jahrhunderts. Der erste Flug in Mexiko fand 1910 statt und bereits zwei Jahre später schickte man fünf Offiziere zur Schulung in die USA. Nur ein Jahr später flogen mexikanische Piloten im Verlaufe der Revolution erste Aufklärungsflüge und Bombenangriffe.
Am 5. Februar 1915 kam es dann zur Gründung der Luftstreitkräfte als Teil der Armee, ihr erster Befehlshaber war Alberto Leopoldo Salinas Carranza, und zum Ende des Jahres kam es zur Eröffnung der ersten Flugschule.
Der Aufbau der Streitkraft vollzog sich mit den bei den Einsätzen gewonnenen Erfahrungen, man stellte zunächst je eine Aufklärer-, Bomber- und Jagdstaffel auf. In den 1920er-Jahren kamen Flieger bei diversen inneren Unruhen und Aufständen zum Einsatz, jedoch unternahm man in dieser Zeit bis in die Folgejahrzehnte viele Erkundungs- und Langstreckenflüge durchgeführt.

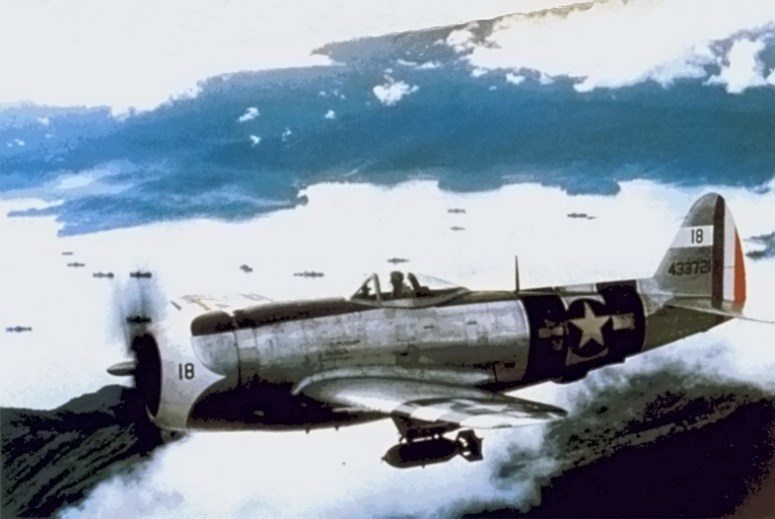
P-47 Thunderbolt der Escuadrón 201

Mexikos Luftwaffe begann 1944 mit ihrer Unterstützung der USA im Rahmen des Zweiten Weltkrieges. Die Ausbildung auf P-47 erfolgte im nahen Texas und im Frühjahr 1945 verlegte die Expeditionsstreitkraft an den philippinischen Kriegsschauplatz auf das Clark Field. Die Staffel, Escuadrón 201, wurde über Luzon und dem heutigen Taiwan eingesetzt. Bei knapp 100 Einsätzen wurden dabei nahezu 800 Feindflüge durchgeführt.
Im Jahre 1994 halfen Hubschrauber der Luftstreitkräfte bei der Niederschlagung des Zapatistenaufstandes in Chiapas und auch heute kommt die FAM im Inland nicht nur bei nicht-kriegerischen Ereignissen, wie zum Beispiel Naturkatastrophen zum Einsatz, sondern unterstützt auch den Kampf gegen die Drogenkartelle. Die im Vergleich zu schnellen Jets große Anzahl an Helikoptern im heutigen Bestand (siehe weiter unten) ist eine direkte Folge der bei der Zapatistenerhebung voll ausgelasteten Hubschrauberkomponente.

## Organisation
Die Führung der Luftstreitkräfte erfolgt im Verteidigungsministerium durch den Kommandeur der Luftstreitkräfte, dem der Chef des Generalstabes untersteht. Ihm berichten zwei stellvertretenden Stabschefs für Einsatzführung und Management.
Die Organisation in der Fläche besteht aus vier Regionen mit lokalen Hauptquartieren in Mexicali (Region Nordwest), Chihuahua (Nordost), Mexiko-Stadt (Zentral) und Südost (Tuxtla Gutiérrez), die jeweils durch einen General geführt werden. Diesen Regional-Hauptquartieren unterstehen die insgesamt 18 Luftbasen, Details siehe weiter unten.
Weitere Dienststellen sind einige kleinere Flugplätze, Estaciones Aéreas Militares, Schulungseinrichtungen, Wartungsbetriebe, Depots und der meteorologische Dienst.

## Ausrüstung

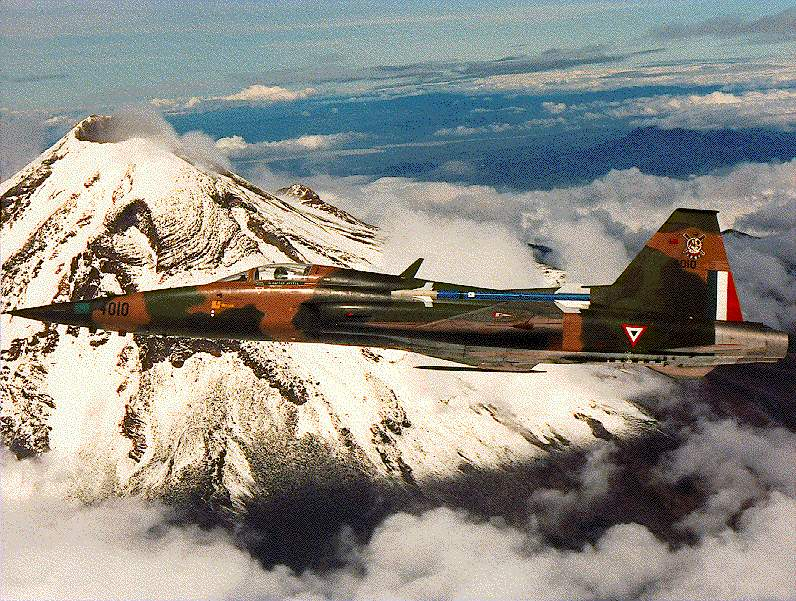
F-5 über dem Vulkan Popocatepetl

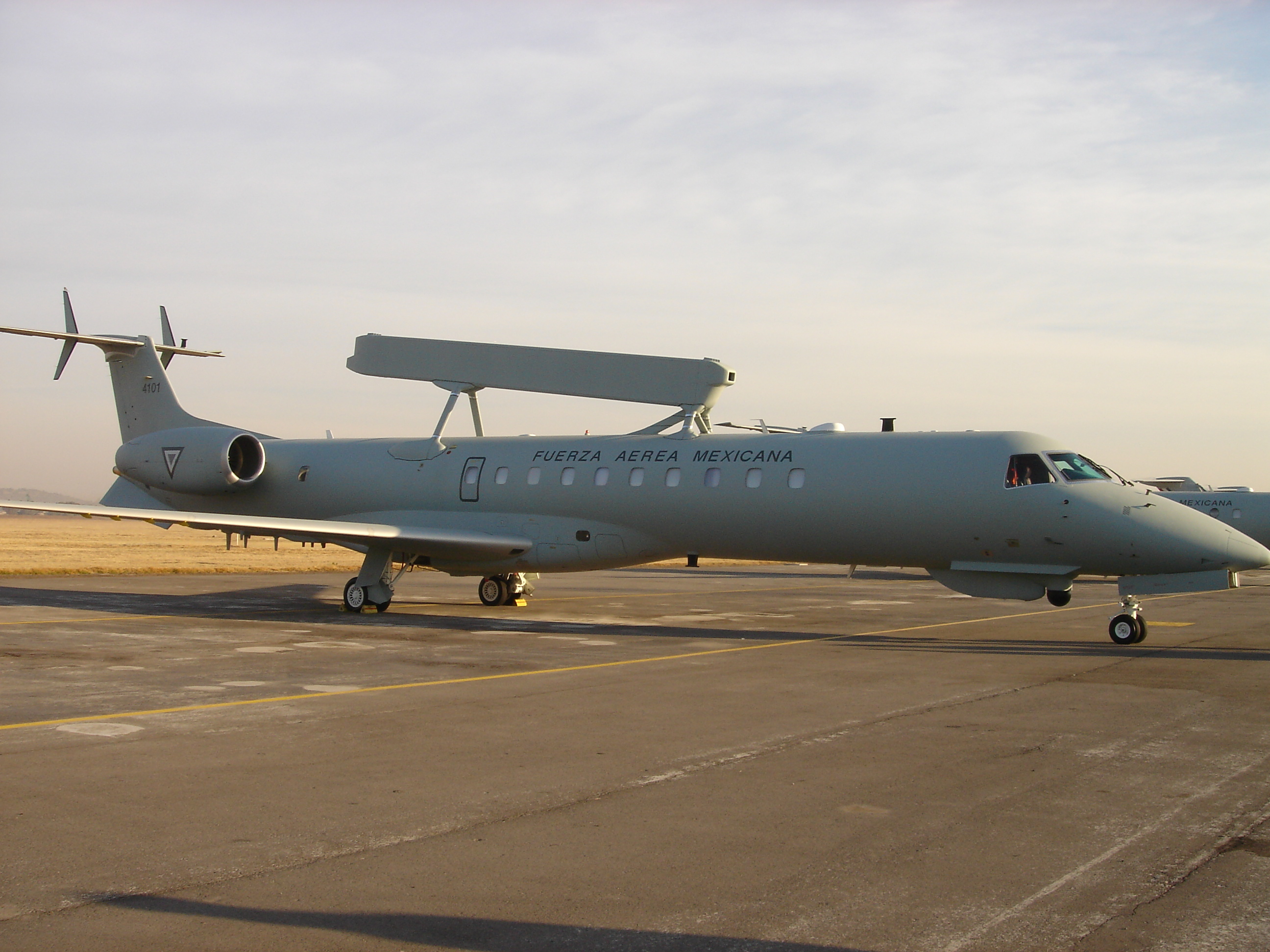
EMB-145 (Frühwarnversion), Santa Lucía

Stand Ende 2010

### Kampfflugzeuge
- - 8 Northrop F-5E „Tiger II“, Jäger/Jagdbomber (wurden 2017 ausgemustert)
  - 60 Pilatus PC-7, Fortgeschrittenentrainer und leichtes Erdkampfflugzeug
- Aufklärungsflugzeuge
  - 1 Embraer R-99A (EMB-145SA AEW&C),

### Frühwarnflugzeug
- - 2 Embraer P-99 (EMB-145MP),

### Seeaufklärungsflugzeuge
- - 4 Fairchild Metro III, Aufklärungsflugzeug

### Transportflugzeuge
- - 1 Boeing 787-8, VIP-Transport (Regierungsflugzeug)[1]
  - 6 Boeing 727, Transportflugzeuge
  - 10 IAI Arava 101/102/201
  - 7 Lockheed C-130E/K/L-100 Hercules, taktische Transportflugzeuge
  - 5 Airbus Military C-295M, leichte Transportflugzeuge (insgesamt 8 bestellt)
  - 2 Alenia C-27J Spartan, leichte Transportflugzeuge (4 im Juli 2011 bestellt, Zulauf September 2011 bis 2012)
  - 1 Douglas DC-9, Transportflugzeug
  - 5 Beechcraft King Air 90, Verbindungsflugzeuge
  - 4 Pilatus PC-6, Kurzstart-Mehrzweckflugzeuge
  - 4 Aero Turbo Commander, Verbindungsflugzeuge

### Kampf- und Transporthubschrauber
- - 2 Aérospatiale AS532 Cougar, mittelschwere Transporthubschrauber
  - 3 Eurocopter EC725 Cougar, Mehrzweckhubschrauber (12 bestellt, Zulauf ab Juli 2011)
  - 55 Bell 206, Verbindungshubschrauber
  - 28 Bell 212/412, Transporthubschrauber (1 weiterer bestellt)
  - 4 Sikorsky CH-53 Sea Stallion, mittelschwere Transporthubschrauber
  - 22 MD 530, leichter Kampf- und Aufklärungshubschrauber
  - 30 Mil Mi-8/17, Transporthubschrauber
  - 1 Mil Mi-26, schwerer Transport- und Mehrzweckhubschrauber
  - 6 Sikorsky S-70A, Transporthubschrauber
  - 7 Aérospatiale SA330 Puma, Transporthubschrauber

### Trainingsflugzeuge und -hubschrauber
- - 2 F-5F, doppelsitzige Kampfflugzeuge
  - 46 Aermacchi SF-260, Basistrainer
  - 28 Pilatus PC-7, Fortgeschrittenentrainer (sollen durch T-6C+ abgelöst werden)
  - 2 Pilatus PC-9, Fortgeschrittenentrainer
  - 0 Beechcraft T-6C+, Fortgeschrittenentrainer (48, im Zulauf seit Anfang 2012)

## Stützpunkte
Die FAM hat ihre Militärflugplätze, Base Aéreas Militar (B.A.M.), durchnummeriert. Sie tragen, ähnlich einigen Basen der US Air Force, die Namen ehemaliger Militärs und nutzen vielfach die gleichen Bahnen wie der zivile Flughafen des jeweiligen Ortes.
- B.A.M. No. 1, Santa Lucía, Estado de México, Centro
- B.A.M. No. 2, Ixtepec, Oaxaca, Sureste – Escuadrón Aéreo 402 mit T-6C+
- B.A.M. No. 3,	Ensenada, Baja California, Nordwest – Escuadrón Aéreo 203 mit T-6C+
- B.A.M. No. 4, Cozumel, Quintana Roo, Sureste – Escuadrón Aéreo 201 mit T-6C+ (ab 2017)
- B.A.M. No. 5,	Zapopan, Jalisco, Centro
- B.A.M. No. 6,	Tuxtla Gutiérrez, Chiapas, Sureste
- B.A.M. No. 7,	Pie de la Cuesta, Guerrero, Centro
- B.A.M. No. 8,	Mérida, Yucatán, Sureste
- B.A.M. No. 9,	La Paz, Baja California Sur, Nordwest
- B.A.M. No. 10, Culiacán, Sinaloa, Noroeste
- B.A.M. No. 11, Santa Gertrudis, Chihuahua, Noreste – Escuela Militar de Aplicación Aero-táctica de Fuerza Aérea (EMAATFA) mit T-6C+
- B.A.M. No. 12, Tijuana, Baja California, Noroeste
- B.A.M. No. 13, Chihuahua, Chihuahua, Noreste
- B.A.M. No. 14, Apodaca, Nuevo León, Noreste
- B.A.M. No. 15, Oaxaca, Oaxaca, Sureste
- B.A.M. No. 16, Ciudad Pemex, Tabasco, Sureste
- B.A.M. No. 17, Comitán, Chiapas, Sureste
- B.A.M. No. 18, Hermosillo, Sonora, Nordwest – u. a. Escuadrón Aéreo 204 mit T-6C+